# Yurdusev Özsökmenler
Yurdusev Özsökmenler (née le 15 juillet 1952 à Lapseki dans la province de Çanakkale) est une personnalité politique de Turquie. Elle est également journaliste et militante féministe.

## Mandats
- Maire de Bağlar (2004) ;
- Députée du Parti démocratique des peuples de la circonscription de Van de la 25e législature.